# Flagge der Färöer
Die Flagge der Färöer, auf Färöisch Merkið (zu deutsch: Zeichen oder Banner), wurde in ihrer heutigen Form am 5. Juli 1959 offiziell eingeführt. Bei einer Umfrage 2004 gaben 17 % der färöischen Haushalte an, sowohl die Flagge als auch eine Fahnenstange zu besitzen, damit sie öffentlich flaggen können.

## Beschreibung und Bedeutung

Aufbau

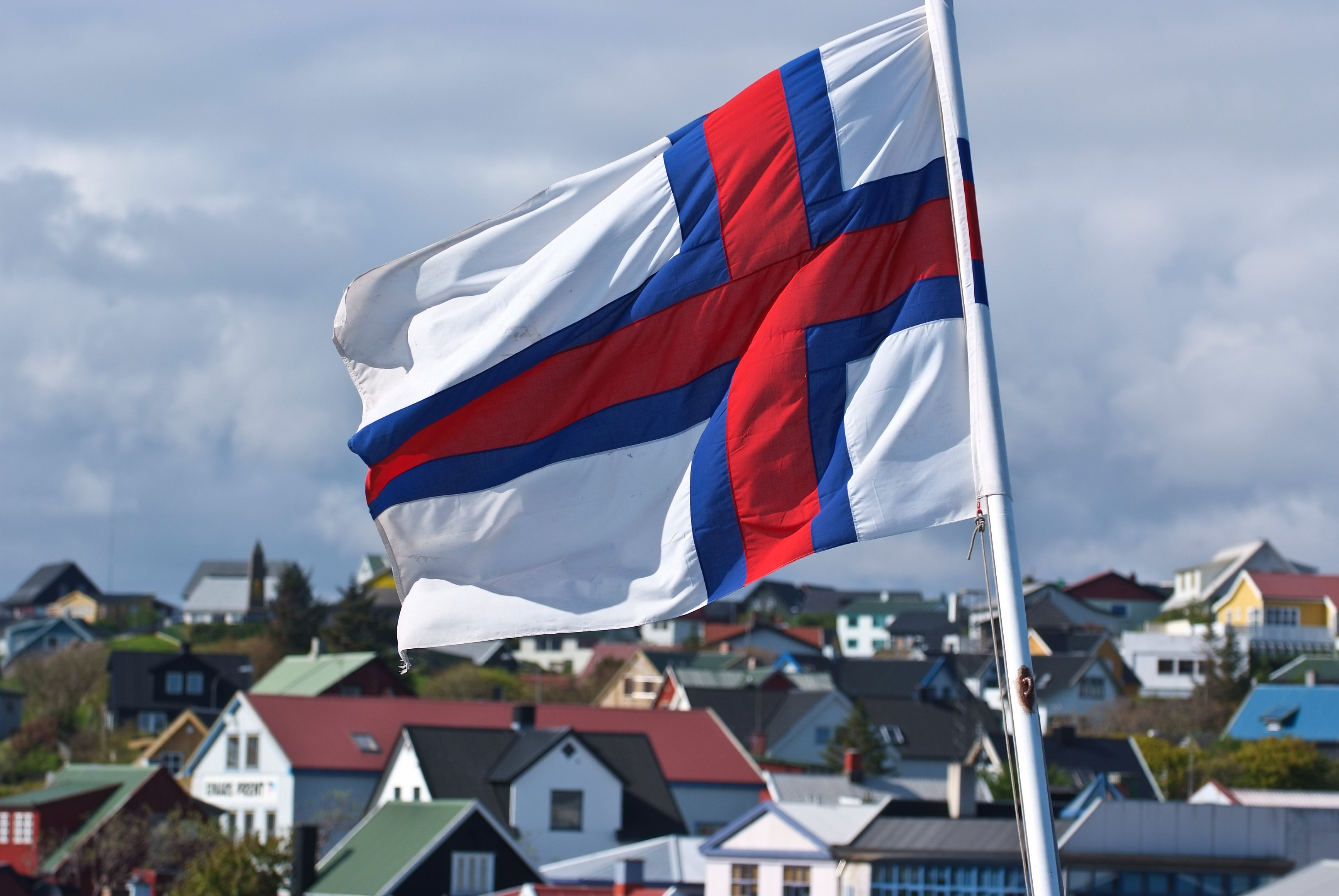
Flagge in Tórshavn

Die Flagge der Färöer ist eine weiße skandinavische Kreuzflagge mit azurblau-gerändertem feuerrotem Kreuz. Der Aufbau ist von der Flagge Norwegens übernommen.
Das färöische Flaggengesetz vom 17. Juli 1959 gibt vor:
§ 1. Føroya flagg er hvítt krossmerki. Krossurin er fagurreyður (PMS 032) og azurblárandaður (PMS 300). Reyði liturin er 1/8 av flaggsins breidd og bláu rendurnar 1/2 av reyða litinum. Teir hvítu teigarnir eru ferhyrndir. Teir næst stongini javnliðaðir, men hinir tvær ferðir so langir. Munurin millum breidd og longd flaggsins er sum 8-11.
Übersetzung:
§ 1. Die Flagge der Färöer ist ein weißes Kreuzbanner. Das Kreuz ist feuerrot (PMS 032) und azurblau-gerändert (PMS 300). Der rote Farbbereich ist 1/8 der Flaggenbreite stark, und der blaue Rand halb so breit wie der rote Bereich. Ihre weißen Bereiche sind rechteckig. Zum Fahnenmast hin sind sie gleichseitig, und zur anderen Seite hin doppelt so lang. Das Verhältnis von Breite zu Länge der Flagge ist 8 zu 11.
Demnach hat die Flagge bei einer Einteilung von 16 × 22 ein rotes Kreuz in der Breite 2 mit azurblauen Rändern in der Breite 1, und zum Mast hin 6 Einheiten in Weiß, am Flugteil 12 Einheiten in Weiß.
Weiß soll, nach den Schöpfern der Flagge, an den Schaum des Meeres und den reinen, strahlenden Himmel der Färöer erinnern, während die alten färöischen Farben Blau und Rot als Kreuz an die Bindungen mit den anderen nordischen Nationen gemahnen.

## Geschichte
Der Widder war schon immer das Wappentier der „Schafsinseln“. Als mit der nationalen Erweckungsbewegung im 19. Jahrhundert die ersten inoffiziellen Flaggen verwendet wurden, nahm man einen weißen Widder auf blauem Grund mit einem breiten roten Rand. Später wurde statt des Widders der färöische Nationalvogel, der Austernfischer (Tjaldur) verwendet. Dann entwickelte man in Island 1915 eine eigene Kreuzflagge (nachdem dort der Stockfisch und später der Falke verwendet wurden) nach skandinavischem Muster. Wahrscheinlich entstand unter diesem Einfluss des Nachbarlandes der Wunsch, ebenso eine Kreuzflagge zu verwenden, um die nordische Zugehörigkeit der Nation zu unterstreichen.
Die färöische Kreuzflagge wurde im Juni 1919 in Kopenhagen von den färöischen Studenten Jens Olivur Lisberg aus Fámjin, Janus Øssursson aus Tórshavn und Pauli Dahl aus Vágur entworfen, von Ninna Jacobsen (ältere Schwester von Liffa Gregoriussen) genäht und am 22. Juni desselben Jahres das erste Mal auf den Färöern – in Lisbergs Geburtsort Fámjin – gehisst. Dieses historische Exemplar hängt seit 1955 in der Kirche zu Fámjin.
Zur Ólavsøka 1930 kam es zum Eklat, als vor dem Løgtingsgebäude, mitten während der feierlichen Zeremonie zur Parlamentseröffnung, der Dannebrog eingeholt und das Merkið gehisst wurde. Ab 1931 war der Gebrauch auf den Inseln üblich, war aber nur vom lokalen Parlament anerkannt, nicht von den dänischen Behörden.

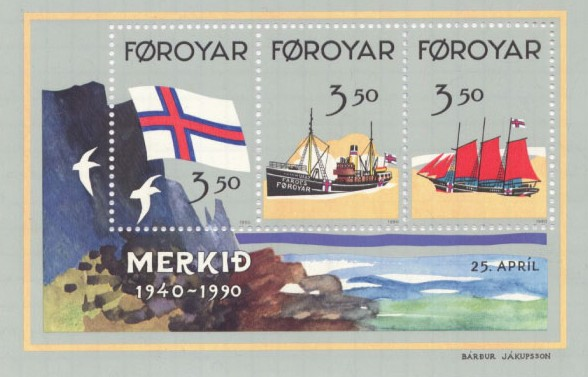
Zwei unter färöischer Flagge versenkte Fischerboote

Während der britischen Besetzung der Färöer im Zweiten Weltkrieg wurde die Flagge am 25. April 1940 offiziell eingeführt, nachdem sie bereits am 11. April 1940 zur Unterscheidung vom besetzten Dänemark angewendet wurde. Das war für die Briten deshalb wichtig, um die färöischen Schiffe von denen des besetzten Dänemarks unterscheiden zu können. An Land wurde aber weiterhin der Dannebrog verwendet. Der 25. April ist seitdem als Flaggtag ein arbeitsfreier Feiertag auf den Färöern.
Seit dem Autonomiegesetz vom 23. März 1948 ist sie endgültig als Flagge der färöischen Nation anerkannt. Das Führen zu Lande und zur See wurde gestattet. Am 5. Juni 1959 wurde das bis dato dunklere Marineblau in den heutigen Farbton umgewandelt. Am 29. Dezember 1998 wurden die Farben mit Hilfe des Pantone Matching System genau definiert.

## Formale Regelungen
Die Flagge der Färöer darf auf den Färöern und in Dänemark von jedermann geführt werden. Im Nordischen Rat steht die Flagge der Färöer gleichberechtigt neben denen der anderen nordischen Länder. Tag der Flagge ist seit 1940 der 25. April.

### Flaggtage
An den Flaggtagen ist die Flagge der Färöer durch öffentliche Einrichtungen der Inseln zu setzen. Sie sind zuletzt in der Verordnung der Landesregierung der Färöer vom 23. April 2003 festgelegt worden.
Keine Flaggtage, aber allgemeine Feiertage sind auf den Färöern der Gründonnerstag (Skírisdagur) und der Bettag (Dýri biðidagur – am 4. Freitag nach Ostern). Heiligabend (Jólakvøld), der Zweite Weihnachtstag, Ostermontag und Pfingstmontag sind ebenso keine Flaggtage aber arbeitsfreie Tage mit dem entsprechenden Flaggtag davor/danach.
| Datum        | Färöischer Name                | Anlass/Bedeutung                       | Bemerkungen                                           |
| ------------ | ------------------------------ | -------------------------------------- | ----------------------------------------------------- |
| 1. Januar    | Nýggjársdagur                  | Neujahr                                | Allgemeiner Feiertag, Silvester ab 12 Uhr arbeitsfrei |
| 6. Februar   | Samiskur flaggdagur            | Flaggtag von Sápmi (Lappland)          |                                                       |
| 8. März      | Altjóða kvinnudagur            | Internationaler Frauentag              |                                                       |
| 12. März     | Grækarismessa                  | Ankunft des Tjaldur                    |                                                       |
| 23. März     | Norðurlandadagur               | Tag des Nordens                        |                                                       |
|              | Langifríggjadagur              | Karfreitag                             | Halbmast, arbeitsfrei                                 |
|              | Páskadagur                     | Ostersonntag                           | Allgemeiner Feiertag, Ostermontag auch arbeitsfrei    |
| 16. April    | Føðingardagur drotningarinnar  | Königingeburtstag                      |                                                       |
| 25. April    | Flaggdagur                     | Tag der Flagge der Färöer              | Allgemeiner Feiertag, arbeitsfrei ab 12 Uhr           |
| 1. Mai       | Altjóða arbeiðaradagur         | Internationaler Tag der Arbeiterklasse |                                                       |
| 17. Mai      | Tjóðardagur Noregs             | Nationalfeiertag Norwegens             |                                                       |
|              | Kristi himmalsferðardagur      | Christi Himmelfahrt                    | Allgemeiner Feiertag                                  |
| 26. Mai      | Føðingardagur krúnprinsins     | Kronprinzengeburtstag                  |                                                       |
|              | Hvítusunnudagur                | Pfingstsonntag                         | Allgemeiner Feiertag, Pfingstmontag auch arbeitsfrei  |
| 5. Juni      | Grundlógardagur Danmarkar      | Grundgesetztag Dänemarks               | Allgemeiner Feiertag, arbeitsfrei ab 12 Uhr           |
| 6. Juni      | Tjóðardagur Svøríkis           | Nationalfeiertag Schwedens             |                                                       |
| 9. Juni      | Tjóðardagur Álands             | Nationalfeiertag Ålands                |                                                       |
| 17. Juni     | Tjóðardagur Íslands            | Nationalfeiertag Islands               |                                                       |
| 21. Juni     | Tjóðardagur Grønlands          | Nationalfeiertag Grönlands             |                                                       |
| 24. Juni     | Jóansøka                       | Johannistag                            |                                                       |
| 28. Juli     | Ólavsøkuaftan                  | Ólavsøka-Abend                         | Allgemeiner Feiertag, arbeitsfrei ab 12 Uhr           |
| 29. Juli     | Ólavsøkudagur                  | Ólavsøka                               | Nationalfeiertag, Løgtingseröffnung                   |
| 24. Oktober  | Dagur Sameindu tjóða           | Tag der Vereinten Nationen             |                                                       |
| 1. November  | Minningardagur teirra sjólátnu | Gedenktag an die zur See Gebliebenen   | Halbmast                                              |
| 6. Dezember  | Tjóðardagur Finnlands          | Nationalfeiertag Finnlands             |                                                       |
| 25. Dezember | Jóladagur                      | Weihnachten                            | Allgemeiner Feiertag, 24. und 26. auch arbeitsfrei    |

## Eines der „sieben färöischen Wunder“

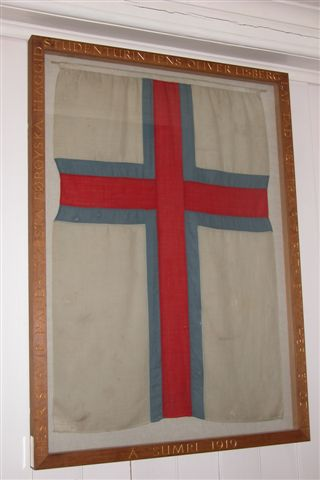
Die Originalflagge der Färöer von 1919 in der Kirche zu Fámjin.

Zur Ólavsøka 2007 veranstaltete das färöische Fernsehen Sjónvarp Føroya einen landesweiten Wettbewerb über die „sieben färöischen Wunder“, bei dem die Zuschauer beliebige Vorschläge über besondere Bauten und andere Gegenstände machen konnten. Eine Rangfolge der acht Sieger (wegen Stimmengleichheit in einem Fall) wurde nicht bekannt gegeben, aber die erste Flagge der Färöer in der Kirche von Fámjin gehört dazu. Die anderen sind das Kirchengestühl von Kirkjubøur, die Magnuskathedrale, die Christianskirkjan in Klaksvík, das Haus des Nordens, Tinganes, der Norðoyatunnilin und der Sitz der Reichsombudsschaft auf den Färöern (Stimmengleichheit mit der Flagge in Fámjin).